# SMS Friedrich der Grosse (1911)
O SMS Friedrich der Grosse foi um couraçado operado pela Marinha Imperial Alemã e a segunda embarcação da Classe Kaiser, depois do SMS Kaiser e seguido pelo SMS Kaiserin, SMS Prinzregent Luitpold e SMS König Albert. Sua construção começou em janeiro de 1910 na AG Vulcan e foi lançado ao mar junho de 1911, sendo comissionado em outubro do ano seguinte. Era armado com uma bateria de dez canhões de 305 milímetros em cinco torres de artilharia duplas, tinha um deslocamento de 27 mil toneladas e alcançava uma velocidade máxima de 21 nós.
O Friedrich der Grosse teve um início de carreira tranquilo que consistiu principalmente em exercícios de rotina com o resto da frota e cruzeiros de treinamento para portos estrangeiros. A Primeira Guerra Mundial começou em 1914 e o navio participou de maioria das operações navais e surtidas realizadas pela Frota de Alto-Mar alemã durante o conflito. Esteve presente em meados de 1916 na Batalha da Jutlândia, também dando apoio para a Operação Albion em setembro de 1917. Entretanto, pouco fez pelo restante da guerra além disso devido à inferioridade numérica alemã.
A Alemanha foi derrotada na guerra em novembro de 1918 e o Friedrich der Grosse se rendeu para a Grande Frota britânica no mesmo mês, sendo internado junto com o resto da Frota de Alto-Mar na base britânica em Scapa Flow. Permaneceu imobilizado no local pelos meses seguintes enquanto o Tratado de Versalhes era negociado. O navio foi deliberadamente afundado por sua própria tripulação em 21 de junho de 1919 para que não fosse tomado pelos britânicos. Afundou em água rasa e seus destroços foram reflutuados em 1936 e desmontados em 1937.